# 대뇌동맥고리
대뇌동맥고리, 대뇌동맥륜(大腦動脈輪, cerebral arterial circle) 또는 윌리스동맥고리, 윌리스동맥륜(Willis' circle, loop of Willis, Willis polygon)은 뇌로 혈액을 공급하는 문합 구조로 파충류, 조류, 사람을 포함한 포유류 등에 존재한다. 뇌 바닥의 대뇌다리사이오목 주변에서 여러 동맥들이 연결되어 있으며 뇌에 분포하는 다수의 동맥들이 갈라져 나온다. '윌리스'라는 이름은 영국의 의사인 토머스 윌리스(Thomas Willis, 1621 ~ 1675)의 이름에서 유래했다.

## 구조
대뇌동맥고리는 대뇌순환의 일부로, 다음의 동맥들로 구성되어 있다.
- 양쪽 앞대뇌동맥
- 앞교통동맥
- 양쪽 속목동맥
- 양쪽 뒤대뇌동맥
- 양쪽 뒤교통동맥

중간대뇌동맥은 뇌에 혈액을 공급하는 동맥이지만 대뇌동맥고리의 구성원으로는 분류되지 않는다.

### 동맥의 기원
양쪽 속목동맥은 같은 쪽 온목동맥에서 갈라져 나온다.
뒤교통동맥은 속목동맥이 종말가지인 앞대뇌동맥과 중간대뇌동맥으로 나누어지기 바로 직전에 속목동맥에서 갈라져 나온다. 앞대뇌동맥은 대뇌동맥고리의 앞가쪽 부분을 형성하지만 중간대뇌동맥은 대뇌동맥고리 형성에 기여하지 않는다.
양쪽 뒤대뇌동맥은 양쪽 척추동맥이 합쳐지며 형성된 뇌바닥동맥에서 갈라져 나온다. 척추동맥은 빗장밑동맥의 가지이다.
앞교통동맥은 양쪽 앞대뇌동맥을 연결하는 동맥으로, 왼쪽이나 오른쪽 양쪽 모두에서 발생한다고 말할 수 있다.

### 변이
대뇌동맥고리에는 여러 고려할 만한 해부학적 변이가 발생한다. 1413개의 뇌를 대상으로 한 연구에서 대뇌동맥고리의 고전적인 해부학에 들어맞는 경우는 34.5%뿐이었다.
흔한 변이 중 하나는 뒤대뇌동맥의 몸쪽 부분이 좁고 같은 쪽 뒤교통동맥의 크기가 커서 속목동맥이 대뇌의 뒤쪽에 혈액을 공급하는 것이다. 이 경우는 태아 뒤교통대뇌동맥(fetal posterior communicating cerebral artery)으로 알려져 있다. 또 다른 변이로는 앞교통동맥의 크기가 커 한쪽 속목동맥이 양쪽 앞대뇌동맥에 모두 혈액을 보내는 경우이다. 이 경우는 홑앞대뇌동맥(azygos anterior cerebral artery)이라고 한다.

## 기능
뇌의 동맥들이 대뇌동맥고리와 같이 배열되는 것은 대뇌순환에 곁순환을 이뤄 (공학에서의 다중화처럼) 여분의 혈액을 공급할 수 있는 통로를 확보할 수 있게 한다고 여겨진다. 대뇌동맥고리의 한 부분이 막히거나 좁아지면(협착) 다른 혈관에서 흘러온 혈액이 대뇌로의 관류량을 유지하여 허혈에 빠지지 않게 만들 수 있다.
그러나 대뇌동맥고리가 파충류, 조류, 포유류 등 사람 이외의 여러 종들에서도 발견된다는 점과, 동맥이 좁아지는 현상은 대부분 고령이나 사람의 생활 습관과 관련되어 있다는 점을 감안했을 때 대뇌동맥고리의 기능에 대한 더 일반적으로 적용되는 설명이 제기되기도 한다. 이러한 설명들에는 뇌 안에 가해지는 맥압을 약화시킨다는 주장, 앞쪽의 뇌가 수분 손실을 감지하는 데에 관련되어 있다는 주장 등이 있다.

### 동맥류

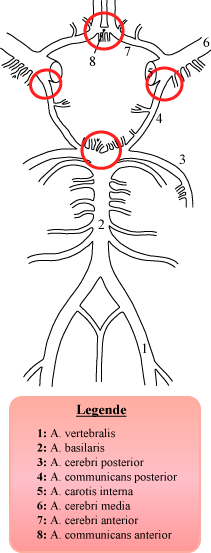
파열로 인한 동맥류가 가장 흔히 발생하는 대뇌동맥고리에서의 위치가 표시되어 있다.

## 임상적 중요성

### 빗장밑동맥 도루 증후군
대뇌동맥고리의 흐름이 변하면 대뇌로의 관류량이 감소할 수 있다. 빗장밑동맥 도루 증후군이 발생하면 같은 쪽 상지의 관류량을 유지하기 위해 척추동맥의 혈액이 빼앗긴다. 이런 현상이 발생하는 이유는 대동맥활에서 갈라져 나온 몸쪽의 빗장밑동맥이 좁아지기 때문이다. 빗장밑동맥 도루 증후군으로 인해 대뇌동맥고리의 혈액 흐름이 영향을 받을 수 있다.

## 추가 이미지

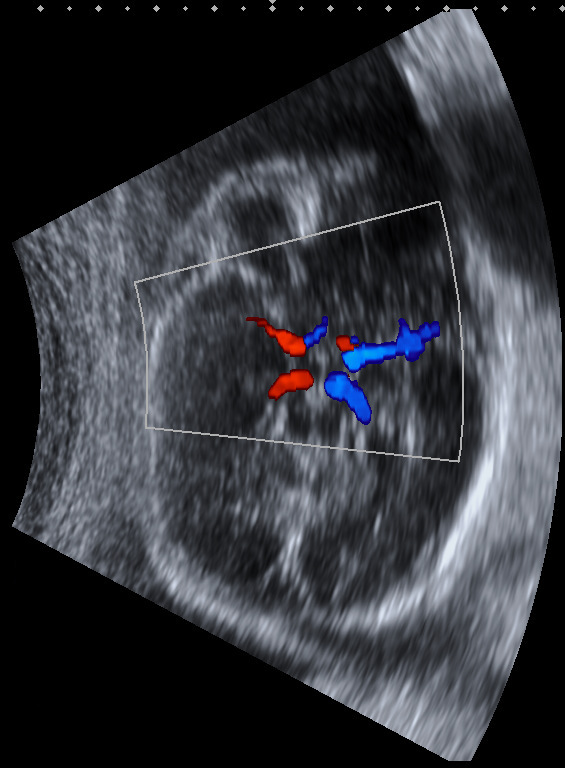
대뇌동맥고리 높이에서의 태아 초음파. 세 대뇌동맥을 보여주고 있다.
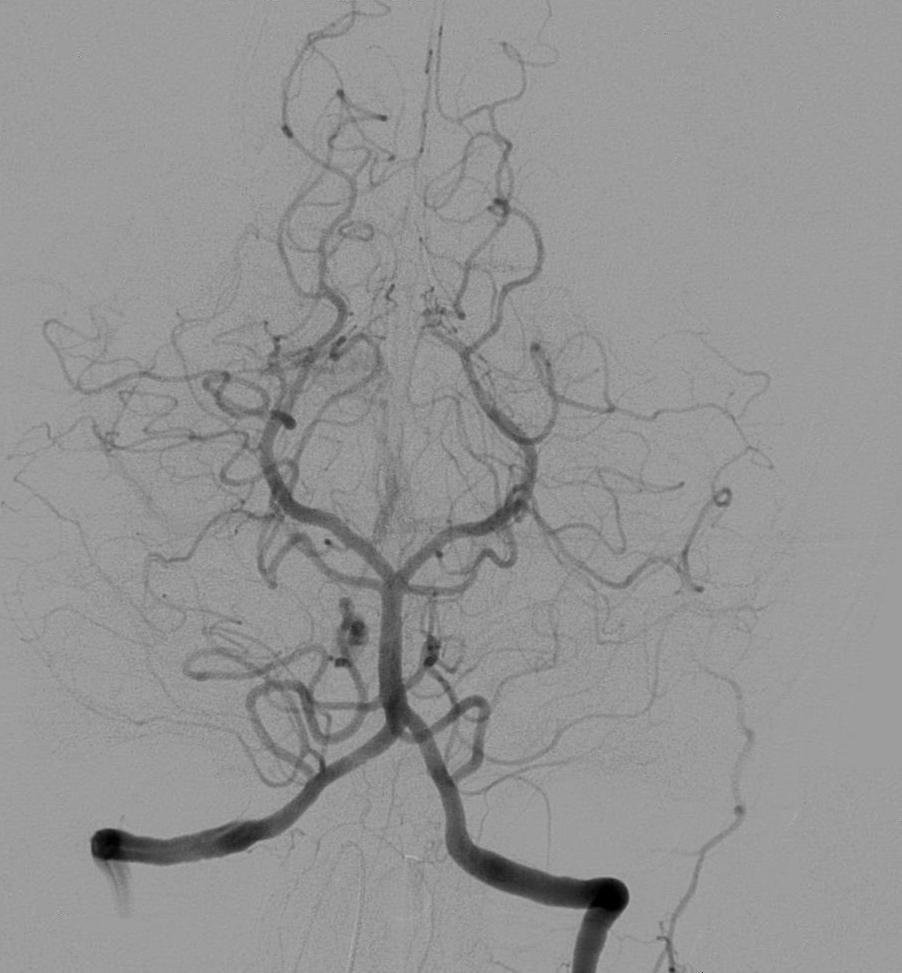
척추뇌바닥순환과 뒤대뇌순환을 보여주는 혈관조영술 영상.
대뇌와 소뇌의 주요 동맥을 앞에서 본 모습
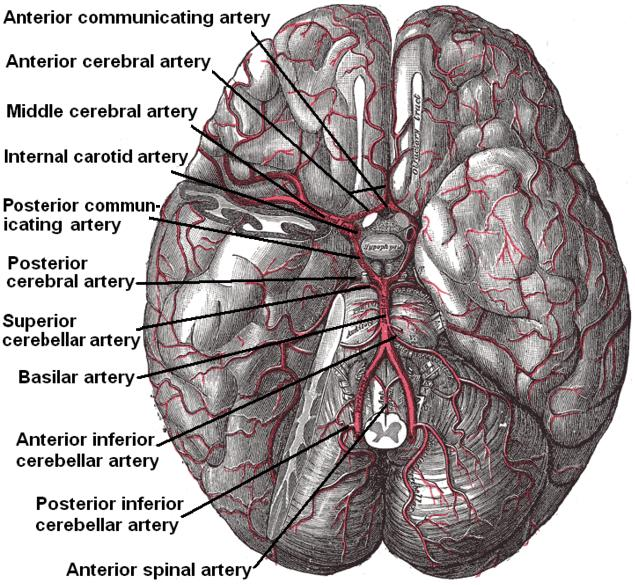
뇌바닥의 동맥
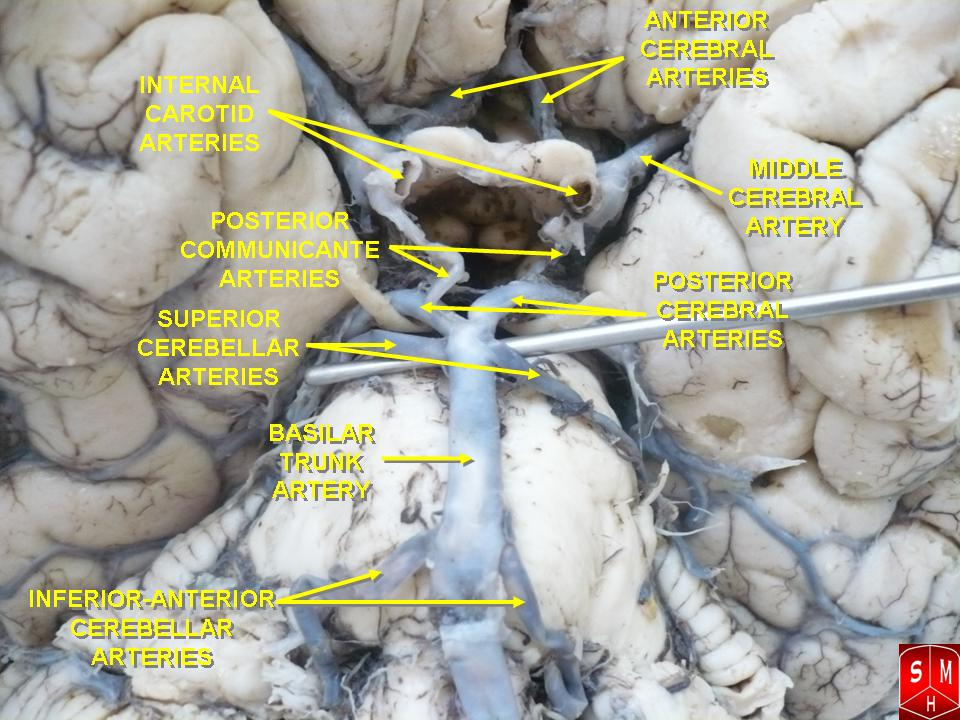
대뇌동맥고리
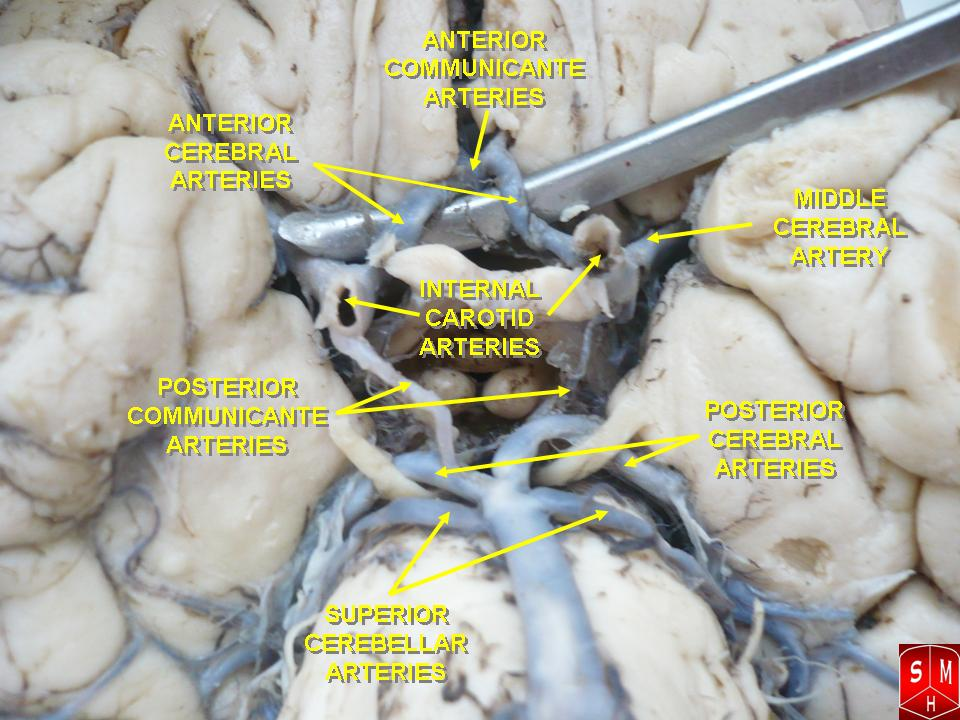
대뇌동맥고리

## 같이 보기
- 대뇌순환